# دونگا ستراژاوا
دونگا ستراژاوا (به صربی: Donja Stražava) یک منطقهٔ مسکونی در صربستان است که در پروکوپلیه واقع شده‌است. دونگا ستراژاوا ۷۲۲ نفر جمعیت دارد.